# إيمانويل جاتو
إيمانويل جاتو (بالإيطالية: Emanuele Gatto)‏ (11 أغسطس 1994 بتورينو في إيطاليا - ) هو لاعب كرة قدم إيطالي في مركز الوسط. شارك مع منتخب إيطاليا تحت 17 سنة لكرة القدم ومنتخب إيطاليا تحت 18 سنة لكرة القدم ومنتخب إيطاليا تحت 19 سنة لكرة القدم. أما مع النوادي، فقد لعب مع كييفو فيرونا ونادي ألساندريا ونادي تورينو ونادي سيينا ونادي لوميتساني وAC Cuneo 1905 ‏.

## وصلات خارجية
- إيمانويل جاتو على موقع قاعدة بيانات كرة القدم.إي يو (الإنجليزية)